# 朗利島
55°30′51″N 8°18′55″E / 55.51417°N 8.31528°E

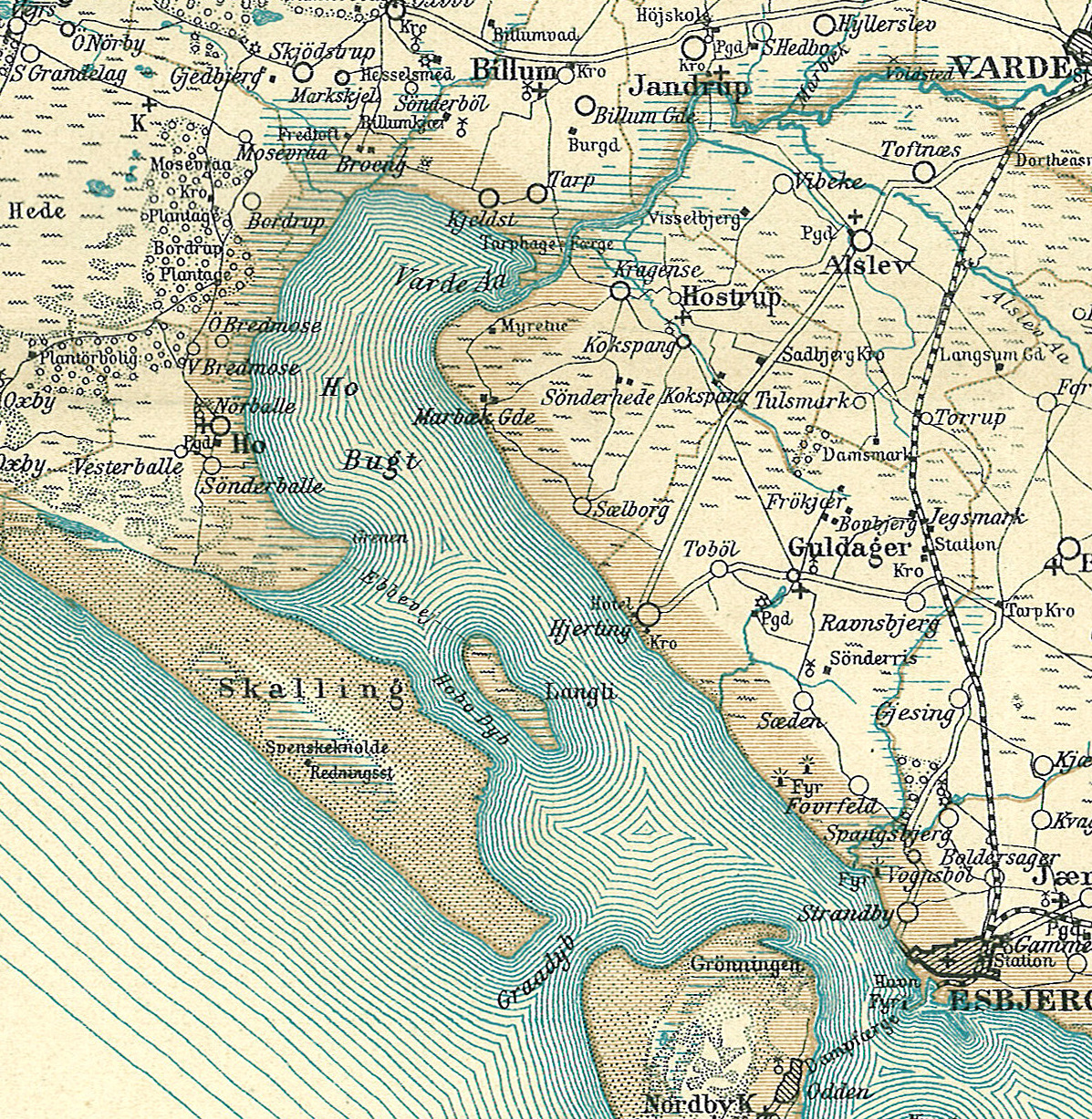

朗利島（丹麥語：Langli），是丹麥的島嶼，位於北海地區，處於埃斯比約附近，長2.2公里、寬0.5公里，面積0.8平方公里，最高點海拔高度14米，該島嶼無人居住。